# Бикватернионная формула Остроградского — Гаусса

## Кватернионные формулы
Для кватернионных функций {\displaystyle f(Q)} кватернионного аргумента
{\displaystyle Q=(t,{\mathbf {r}}),\ {\mathbf {r}}=(x,y,z)}, непрерывно дифференцируемых по каждой из координат {\displaystyle t,x,y,z}
внутри некоторой области {\displaystyle V_{4}} псевдоевклидова кватернионного пространства и на его границе {\displaystyle S_{3}=\partial V_{4}} , имеют место формулы типа Остроградского-Гаусса:
{\displaystyle \oint _{S_{3}}f\ dQ=\int _{V_{4}}f{\hat {D}}\ dV_{4}}
{\displaystyle \oint _{S_{3}}dQ\ f=\int _{V_{4}}{\hat {D}}f\ dV_{4},}
где {\displaystyle {\hat {D}}={\frac {\partial }{\partial t}}+{\mathbf {i}}{\frac {\partial }{\partial x}}+{\mathbf {j}}{\frac {\partial }{\partial y}}+{\mathbf {k}}{\frac {\partial }{\partial z}}},
{\displaystyle Q=t+{\mathbf {i}}x+{\mathbf {j}}y+{\mathbf {k}}z}, {\displaystyle {\mathbf {i}},{\mathbf {j}},{\mathbf {k}}} — базисные кватернионы, . В первой из этих формул оператор {\displaystyle {\hat {D}}} действует влево от себя, а во второй — вправо от себя.

## Бикватернионные формулы для одной функции
Аналогично приведённым выше кватернионным формулам имеют место формулы типа Остроградского-Гаусса для бикватернионных функций {\displaystyle F} вещественного бикватернионного аргумента {\displaystyle Z}:
{\displaystyle \oint _{S_{3}}F\ dZ=\int _{V_{4}}(FD)\ dV_{4}}
{\displaystyle \oint _{S_{3}}dZ\ F=\int _{V_{4}}(DF)\ dV_{4}}
В правых частях этих формул производится интегрирование внутри некоторой вещественнозначной области {\displaystyle V_{4}} комплексного псевдоевклидова пространства бикватернионов, а в левых частях производится интегрирование по границе этой области {\displaystyle S_{3}=\partial V_{4}}.
{\displaystyle D=(\partial _{t},\nabla )} обозначает бикватернионный 4-градиент.
Из бикватернионных формул для одной функции при рассмотрении частного случая чисто векторной функции {\displaystyle F={\mathbf {F}}} следуют обычная формула Остроградского-Гаусса и теорема Стокса:
{\displaystyle \oint _{S_{2}}{\mathbf {F}}\cdot d{\mathbf {s}}=\int _{V_{3}}(\nabla \cdot {\mathbf {F}})\ dV_{3}}
{\displaystyle \oint _{S_{2}}d{\mathbf {s}}\times {\mathbf {F}}=\int _{V_{3}}(\nabla \times {\mathbf {F}})\ dV_{3},}

## Бикватернионная формула для двух функций
Существует расширение формул для одной функции вещественного бикватернионного аргумента на случай двух функций {\displaystyle F(Z),G(Z)} вещественного бикватернионного аргумента {\displaystyle Z}

.
{\displaystyle \oint _{S_{3}}FdZG=\int _{V_{4}}(FDG)dV_{4},}
где используется следующая квадратичная форма от функций {\displaystyle F(Z),G(Z)}:
{\displaystyle (FDG)=(FD)G+F(DG).}
Каждую из бикватернионных формул для одной функции можно получить из бикватернионной формулы для двух функций, если взять в качестве одной из двух функций единицу.
Оператор {\displaystyle D} раскладывается по бикватернионному базису  как: {\displaystyle D=\sum \limits _{k=0}^{3}e_{k}\partial _{k}}, а дифференциал координаты как:
{\displaystyle dZ=\sum \limits _{i=0}^{3}e_{i}dx_{i}}.
Рассмотрим сначала формулу типа Остроградского-Гаусса для одной бикватернионной функции.
Левая часть этой формулы  выразится как:
{\displaystyle \oint _{S_{3}}dZ\ F=\oint _{S_{3}}(\sum \limits _{i=0}^{3}e_{i}dx_{i})\ F=\oint _{S_{3}}\sum \limits _{i=0}^{3}(e_{i}F)dx_{i}=\oint _{S_{3}}\sum \limits _{i=0}^{3}F_{i}dx_{i},}
где обозначено: {\displaystyle F_{i}=e_{i}F}.
Для правой же части формулы получаем:
{\displaystyle \int _{V_{4}}(DF)\ dV_{4}=\int _{V_{4}}(\sum \limits _{k=0}^{3}e_{k}\partial _{k})F\ dV_{4}=\int _{V_{4}}\sum \limits _{k=0}^{3}\partial _{k}(e_{k}F)\ dV_{4}=\int _{V_{4}}\sum \limits _{k=0}^{3}\partial _{k}F_{k}\ dV_{4}}
Tаким образом, бикватернионную формулу для одной функции можно выразить в виде, стандартном для векторного анализа:
{\displaystyle \oint _{S_{3}}\sum \limits _{i=0}^{3}F_{i}dx_{i}=\int _{V_{4}}\sum \limits _{k=0}^{3}\partial _{k}F_{k}\ dV_{4}}
Левую часть бикватернионной формулы для двух функций можно выразить следующим:
{\displaystyle \oint _{S_{3}}FdZG=\oint _{S_{3}}F(\sum \limits _{i=0}^{3}e_{i}dx_{i})G=\oint _{S_{3}}\sum \limits _{i=0}^{3}(Fe_{i}G)dx_{i}=\oint _{S_{3}}\sum \limits _{i=0}^{3}A_{k}dx_{i},}
где обозначено {\displaystyle A_{k}=Fe_{i}G}. К последнему интегралу применима полученная выше бикватернионная формула для одной функции:
{\displaystyle \oint _{S_{3}}\sum \limits _{i=0}^{3}A_{k}dx_{i}=\int _{V_{4}}\sum \limits _{k=0}^{3}\partial _{k}A_{k}\ dV_{4}=\int _{V_{4}}(FDG)\ dV_{4},}
Последнее тождество и завершает доказательство.